# 2013年NBA全明星賽
2013年NBA全明星賽於2013年2月18日於休士頓火箭的主場、位於休士頓的豐田中心舉行。結果西岸以143-138擊敗東岸連續三年勝出。

## 球队阵容

### 教练
|            | 教练                | 来自球队       |
| ---------- | ------------------- | -------------- |
| 东区全明星 | 埃里克·斯波尔斯特拉 | 迈阿密热火     |
| 西区全明星 | 格雷格·波波维奇     | 圣安东尼奥马刺 |

### 球员
| 位置     | 球員            | 球隊           |
| 先發球員 | 先發球員        | 先發球員       |
| -------- | --------------- | -------------- |
| 控球後衛 | 拉简·朗多INJ 1  | 波士顿凯尔特人 |
| 雙能衛   | 德怀恩·韦德 (C) | 迈阿密热火     |
| 小前鋒   | 卡梅隆·安东尼   | 纽约尼克斯     |
| 小前鋒   | 勒布朗·詹姆斯   | 迈阿密热火     |
| 中前鋒   | 凯文·加内特     | 波士顿凯尔特人 |
| 後備球員 |                 |                |
| 大前鋒   | 克里斯·波什1    | 迈阿密热火     |
| 中鋒     | 泰森·錢德勒     | 纽约尼克斯     |
| 小前鋒   | 罗尔·邓         | 芝加哥公牛     |
| 搖擺人   | 保羅·喬治       | 印第安纳步行者 |
| 控球後衛 | 傑瑞·哈勒戴     | 费城76人       |
| 控球後衛 | 凯里·欧文       | 克里夫兰骑士   |
| 中鋒     | 布鲁克·洛佩斯   | 布魯克林籃網   |
| 中鋒     | 乔金·诺阿       | 芝加哥公牛     |

| 位置         | 球員              | 球隊             |
| 先發球員     | 先發球員          | 先發球員         |
| ------------ | ----------------- | ---------------- |
| 控球后卫     | 克里斯·保罗 (C)   | 洛杉矶快船       |
| 得分后卫     | 科比·布莱恩特     | 洛杉矶湖人       |
| 小前鋒       | 凯文·杜兰特       | 俄克拉何马城雷霆 |
| 大前鋒／中鋒 | 布莱克·格里芬     | 洛杉矶快船       |
| 大前鋒／中鋒 | 德怀特·霍华德     | 洛杉矶湖人       |
| 後備球員     |                   |                  |
| 中前鋒       |                   | 波特兰开拓者     |
| 中前鋒       | 蒂姆·邓肯         | 圣安东尼奥马刺   |
| 得分後衛     | 詹姆斯·哈登       | 休斯敦火箭       |
| 中前鋒       | 大卫·李           | 金州勇士         |
| 控球後衛     | 托尼·帕克         | 圣安东尼奥马刺   |
| 大前鋒       | 扎克·兰多夫       | 曼斐斯灰熊       |
| 控球后卫     | 羅素·衛斯特布魯克 | 俄克拉何马城雷霆 |

- （C） - 全明星賽的隊長（國家籃球協會）。
- ^INJ  拉簡·朗多因受傷無法參加。
- ^REP  布魯克·洛佩茲頂替受傷的拉簡·朗多

| 2月16日 |

|  |

| 東部 138–143 西部                     |
| 每節分數： 26–31、39–38、39–39、34–35 |

## 全明星週末

### NBA新秀挑戰賽
本賽事由T-Mobile冠名贊助，巴克利隊以163-135擊敗了歐尼爾隊，肯尼思·法里埃德成為了賽事的最有價值球員。
| 2月12日 |

|  |

| 奥尼尔隊 135–163 巴克利隊 |
| 半場分數： 66–90、69–73   |

### NBA入樽大賽
本賽事由雪碧冠名贊助。來自多倫多暴龍的泰伦斯·罗斯以58%選票的成绩获得冠军。

### NBA三分球大賽
來自克里夫蘭騎士的凯里·欧文以23分的成绩获得冠军。

### NBA技巧挑戰賽
來自波特蘭拓荒者的达米恩·林纳德以29.8秒完成比賽，获得冠军。